# Correzzana
Correzzana (lombardul: Curesciàna) település Olaszországban, Lombardia régióban, Monza e Brianza megyében. Lakosainak száma 3157 fő (2023. január 1.). Correzzana Casatenovo, Lesmo, Triuggio és Besana in Brianza községekkel határos.

## Népesség
A település lakossága az elmúlt években az alábbi módon változott:
| Lakosok száma | 2852 | 2977 | 3025 | 3157 |
|               | 2013 | 2017 | 2018 | 2023 |